# Wenn ich König wär
Wenn ich König wär (Alternativtitel: König der Vagabunden, Originaltitel: If I Were King) ist ein US-amerikanischer Historienfilm aus dem Jahre 1938, der die fiktiven Abenteuer des Dichters François Villon in den Mittelpunkt stellt. Regie führte Frank Lloyd, die Hauptrolle spielte Ronald Colman.

## Handlung
Der Dichter François Villon führt um 1450 ein Leben in Ausschweifung und Abenteuer. Er kümmert sich nicht um die politischen Umstände, obwohl gerade die Burgunder die Stadt Paris belagern. Der König ist ratlos, wie er den Feind besiegen soll. Da kommt ihm der Zufall zu Hilfe. Villon hat in einem Kampf einen burgundischen Spion getötet und dabei kriegsentscheidende Dokumente sicherstellen können. Der König befördert den Poeten als Dank für seine Verdienste in der Aufdeckung der burgundischen Verschwörung für eine Woche zum Großmarschall von Frankreich mit unbegrenzter Macht. Doch am achten Tag, so Ludwig XI., würde Villon für seinen Mord und die übrigen Vergehen der Vergangenheit hingerichtet. Zunächst im Rausch der Macht missbraucht François seine Kompetenzen für egoistische Ziele. Erst die Liebe zu der Hofdame Katherine de Vaucelles lässt ihn den Wert von Patriotismus und Opferbereitschaft, Selbstlosigkeit und Mut erkennen. Mit einer List gelingt es ihm, die Burgunder zu schlagen. Als der Tag der Hinrichtung ansteht, enthüllt Katherine die wahre Leistung von Villon bei der Rettung Frankreichs. Der König verurteilt ihn zu lebenslanger Verbannung aus Paris. Katherine folgt ihrem Geliebten in eine ungewisse Zukunft.

## Hintergrund
Die gleichnamige literarische Vorlage des Films von Justin Huntly McCarthy konnte sowohl eine Bühnenadaption als auch, unter dem Titel The Vagabond King, eine Fassung als Operette aufweisen. Der populäre Stoff war bereits mehrfach verfilmt. 1920 spielte William Farnum (der auch in diesem Film eine Nebenrolle als General spielt) die Rolle des rauflustigen Poeten François Villon. Unter dem Titel Der Bettelpoet (The Beloved Rogue) übernahm John Barrymore den Part. 1930 kam dann eine Verfilmung der Operette The Vagabond King mit Jeanette MacDonald und Dennis King in den Verleih.
Ronald Colman, dessen Karriere noch im Stummfilm begann, war 1934 einer der ersten Filmstars, der sich nach dem Auslaufen eines langfristigen Studiovertrages dafür entschied, künftig nur noch kurzfristige Vereinbarungen über jeweils eine begrenzte Anzahl von Filmen mit verschiedenen Studios einzugehen. Dieses free-lancing genannte Vorgehen erlaubte es den Stars, nicht nur höhere Gagen und unter Umständen sogar Umsatzbeteiligungen an den Einspielergebnissen zu verhandeln. In der Regel waren auch Mitspracherechte bei der Auswahl der Drehbücher, des Regisseurs und der Co-Stars Teil dieser Vereinbarungen. Dieses Vorgehen wurde unter anderem von Claudette Colbert, Barbara Stanwyck, Irene Dunne, Janet Gaynor und Cary Grant erfolgreich übernommen.
Wenn ich König wär war das erste Projekt eines Vertrags über zwei Filme, den Colman 1937 auf dem Höhepunkt seiner Karriere mit Paramount Pictures aushandelte und die ihm eine Gage von 200.000 US-Dollar garantierte. Der Film floppte jedoch an der Kinokasse, ebenso wie das Folgeprojekt The Light That Failed aus dem Folgejahr.

## Auszeichnungen
Bei der Oscarverleihung 1939 erhielt der Film Nominierungen in den Kategorien
- Bester Nebendarsteller – Basil Rathbone
- Bestes Szenenbild – Hans Dreier, John B. Goodman
- Bester Ton – Loren L. Ryder
- Beste Originalfilmmusik – Richard Hagemann